# Anthurium expansum
Anthurium expansum är en kallaväxtart som beskrevs av Henry Allan Gleason. Anthurium expansum ingår i släktet Anthurium och familjen kallaväxter. Inga underarter finns listade.